# Malbo
Malbo (okzitanisch Maubòsc) ist eine französische Gemeinde mit 89 Einwohnern (Stand 1. Januar 2022) im Département Cantal in der Region Auvergne-Rhône-Alpes (vor 2016 Auvergne). Sie gehört zum Kanton Saint-Flour-2 ium Arrondissement Saint-Flour.

## Lage
Malbo liegt etwa 28 Kilometer ostnordöstlich von Aurillac.
Nachbargemeinden sind Brezons im Norden und Osten, Saint-Martin-sous-Vigouroux im Osten und Südosten, Narnhac und Thérondels im Süden, Lacapelle-Barrès im Südwesten und Westen sowie Pailherols im Westen und Nordwesten.

## Bevölkerungsentwicklung
| Jahr                       | 1962 | 1968 | 1975 | 1982 | 1990 | 1999 | 2006 | 2011 | 2019 |
| -------------------------- | ---- | ---- | ---- | ---- | ---- | ---- | ---- | ---- | ---- |
| Einwohner                  | 341  | 273  | 203  | 186  | 148  | 121  | 123  | 124  | 92   |
| Quellen: Cassini und INSEE |      |      |      |      |      |      |      |      |      |

## Sehenswürdigkeiten
- Kirche Saint-Jean-Baptiste